# 毓科
毓科（穆麟德轉寫：ioik῾o；1814年—1865年），他他拉氏，字又坪、右坪，號條卿，满洲正蓝旗人，清朝政治人物。道光壬辰科舉人，癸巳科進士，官至江西巡抚。父秀堃，嘉庆辛酉科進士，兄毓檢，道光丙申恩科進士。

## 生平
道光十二年（1832年）鄉試中舉人，道光十三年（1833年）聯捷進士。道光十六年（1836年），任刑部提牢官、刑部四川司主事。道光十八年，升員外郎。
道光二十年（1840年），外任直隸承德府知府。道光二十二年（1842年），任宣化府知府，後改陝西西安府知府。道光二十七年（1847年），任甘肅蘭州府、寧夏府知府。咸豐三年（1853年），分巡甘肅西寧道。咸豐四年（1854年），改鎮迪道、甘肅蘭州道。
咸豐六年（1856年），陞任湖南按察使。咸豐七年，任雲南按察使、湖南按察使。咸豐八年（1858年），任江西按察使。咸豐九年（1859年），改江西布政使。咸豐十年（1860年），護理江西巡撫。咸豐十年，任江西巡撫，十一年，缘事革职。同治元年，调任西寧辦事大臣。同治二年（1863年），改青海辦事大臣，管理青海蒙古番子事務。

## 家庭
- 父秀堃，嘉庆辛酉科進士。
- 兄毓檢，道光丙申恩科進士。
- 妻爱新觉罗氏（父镶蓝旗宗室成朗，嘉庆二十五年庚辰科进士，道光朝戶科掌印給事中；先祖莊親王舒爾哈齊）。
- 子靈浚。妻愛新覺羅氏（父道光癸未進士镶蓝旗宗室海樸，祖父嘉庆七年(1802)壬戌科進士宗室惠端，先祖鄭獻親王濟爾哈朗）。
- 女他塔喇氏，嫁光緒二年丙子恩科進士、正藍旗宗室會章（父咸豐丙辰科進士宗室延煦，祖父直隸總督恭肅公宗室慶祺）。
- 女他塔喇氏，嫁鑲黃旗滿洲沙濟富察氏振元（父觀祜，高祖頭等侍衛、兵部左侍郎明興，先祖一等承恩公李榮保）。
- 孙女他塔喇氏，嫁正蓝旗宗室德寬（祖父兵部尚書文莊公宗室禧恩）。
- 孙女他塔喇氏，嫁同治六年丁卯科舉人、度支部尚書宗室溥頲（祖父户部尚書奕紀 (清朝宗室)）。